# Gehyra kimberleyi
Gehyra kimberleyi är en ödleart som beskrevs av  Achim-Rüdiger Börner och Brigitte Schüttler 1982. Gehyra kimberleyi ingår i släktet Gehyra och familjen geckoödlor. Inga underarter finns listade i Catalogue of Life.